# Михайлова Євгенія Ісаївна
Євгенія Ісаївна Михайлова (нар. 9 жовтня 1949, Сунтар, Якутська АРСР) — російська політична і громадська діячка, колишня віцепрезидентка Республіки Саха (Якутія) з 2007 року. Кандидат психологічних наук (1996), доктор педагогічних наук (2000). З 2010 року призначена ректором Північно-Східного федерального університету. Дійсна членкиня Російської академії освіти (2015).

## Біографія
Закінчила Якутський державний університет (1972) і Московський психологічний інститут (1996).
Працювала вчителькою, організаторкою виховної роботи середньої школи № 20 м. Якутська, інспекторкою, завідувачкою Ярославського районного відділу народної освіти м. Якутська, заступницею завідувача, завідувачкою Якутського міського відділу народної освіти, начальницею міського управління освіти, заступницею міністра освіти.
У 1997—2002 роках очолювала Міністерство освіти Республіки Саха (Якутія), у 2003—2007 роках працювала заступницею Голови Уряду Республіки Саха (Якутія). У березні 2007 року обрана на посаду Віцепрезидента Республіки Саха (Якутія).
Розпорядженням Уряду Російської Федерації від 9 квітня 2010 року № 512-р Євгенію Михайлову призначено ректоркою Північно-Східного федерального університету імені М. К. Аммосова. Приступила до посади 9 червня 2010 року після сесії Державних зборів (Іл Тумен) Республіки Саха (Якутія), на якій прийнято рішення про дострокове припинення повноважень віцепрезидента РС(Я) у зв'язку з призначенням ректором ПСФУ. Призначення Євгенії Михайлової ректоркою ПСФУ викликало неоднозначну реакцію в суспільстві.
Одружена, мати чотирьох дітей. 

## Висловлювання
Відповідаючи на запитання журналіста місцевої якутській газети «Наш Час», як вона ставиться до антитютюнової кампанії, процитувала Анатолія Папанова: «Хто не курить і не п'є, той здоровеньким помре».

## Нагороди та звання
- Академік Петровської Академії наук
- Відмінник народної освіти РРФСР (1990)
- Заслужений учитель Російської Федерації (2000)
- Почесний громадянин Республіки Саха (Якутія) (2001)[4]
- Медаль «Захиснику вільної Росії» (1993)
- Почесна грамота Міністерства освіти СРСР (1983)
- Орден «За заслуги перед Вітчизною» IV ступеня (2010)[5]